# Belkacem Niati
Belkacem Niati (sinh ngày 8 tháng 2 năm 1988 ở Chlef, Algérie) là một cầu thủ bóng đá người Algérie. Anh hiện tại thi đấu ở vị trí tiền vệ cho câu lạc bộ tại Giải bóng đá hạng nhất quốc gia Algérie JSM Béjaïa.

## Thống kê
| Thành tích câu lạc bộ       | Thành tích câu lạc bộ | Thành tích câu lạc bộ | Giải vô địch | Giải vô địch | Cúp                 | Cúp                 | Châu lục      | Châu lục      | Tổng | Tổng |
| --------------------------- | --------------------- | --------------------- | ------------ | ------------ | ------------------- | ------------------- | ------------- | ------------- | ---- | ---- |
| Câu lạc bộ !\| Giải vô địch | Số trận               | Bàn thắng             | Số trận      | Bàn thắng    | Số trận             | Bàn thắng           | Số trận       | Bàn thắng     |      |      |
| Algérie                     | Algérie               | Algérie               | Giải vô địch | Giải vô địch | Cúp bóng đá Algérie | Cúp bóng đá Algérie | Cúp Liên đoàn | Cúp Liên đoàn | Tổng | Tổng |
| 2011–12                     | Olympique de Médéa    | Ligue 2               | 24           | 6            | 2                   | 1                   | -             | -             | 26   | 7    |
| Tổng                        | Algérie               | Algérie               | -            | -            | -                   | -                   | -             | -             | -    | -    |
| Tổng cộng sự nghiệp         | Tổng cộng sự nghiệp   | Tổng cộng sự nghiệp   | -            | -            | -                   | -                   | -             | -             | -    | -    |